# 寝屋川警察署
寝屋川警察署（ねやがわけいさつしょ）は、大阪府警察が管轄する警察署の一つ。寝屋川市を管轄する。

## 概要
寝屋川市と寝屋川市に隣接する淀川右岸の堤防頂上までを管轄区域とする。

### 所在地
- 〒572-0831 大阪府寝屋川市豊野町26番26号
  - 京阪本線 寝屋川市駅
  - 京阪バス 寝屋川警察署前

### 沿革
- 1948年（昭和23年）3月：自治体警察として寝屋川町警察署が開署
- 1968年（昭和43年）5月：寝屋川警察署が大利橋前から現在地に移転新築
- 2019年（平成31年）3月：東寝屋川駅前交番が寝屋川公園駅前交番に改称
- 2021年（令和3年）1月：香里園駅前交番が香里南之町から香里本通町に移転
- 2024年（令和6年）3月31日：末広町交番を廃止

### 交番
- 太秦交番 - 寝屋川市高宮二丁目1番13号
- 神田交番 - 寝屋川市上神田一丁目49番22号
- 萱島駅前交番 - 寝屋川市萱島本町19番18号
- 香里園駅前交番 - 寝屋川市香里本通町6番23号
- 点野交番 - 寝屋川市点野五丁目29番2号
- 高柳交番 - 寝屋川市高柳一丁目4番19号
- 寝屋川市駅前交番 - 寝屋川市東大利町1番5号
- 寝屋川公園駅前交番 - 寝屋川市打上元町14番13号
- 松屋交番 - 寝屋川市松屋町19番21号
- 三井交番 - 寝屋川市三井が丘二丁目1番1号

## 事案
- 2020年4月、寝屋川市内の用水路でおぼれていた女性を発見・救命措置をした高校生と看護師の功績に対して、寝屋川署は同年6月8日、2人に感謝状を贈った[1][2]。